# Hypoponera menozzii
Hypoponera menozzii är en myrart som först beskrevs av Santschi 1932.  Hypoponera menozzii ingår i släktet Hypoponera och familjen myror. Inga underarter finns listade i Catalogue of Life.